# Całka Daniella-Stone’a
Całka Daniella-Stone’a – model konstrukcji całki zaproponowany w 1918 przez Daniella i Stone’a jako uogólnienie teorii całki Riemanna. Obecnie większą popularnością wśród matematyków cieszy się model zaproponowany przez Lebesgue’a. Względną zaletą modelu Daniella-Stone’a jest brak bezpośredniego odwołania do aparatu teorii miary.

## Definicja
Niech {\displaystyle E} będzie elementarną rodziną funkcji. Funkcjonał {\displaystyle \mu \in E^{\star }} nazywamy dodatnim, jeśli dla każdej {\displaystyle E\ni f\geqslant 0} zachodzi {\displaystyle \mu (f)\geqslant 0.}
Funkcjonał liniowy, dodatni, monotonicznie ciągły, określony na pewnej elementarnej rodzinie funkcji {\displaystyle E} nazywamy całką Daniella-Stone’a. Funkcje z rodziny {\displaystyle E} nazywamy funkcjami elementarnymi tej całki.
Zamiast {\displaystyle \mu (f)} całkę Daniella-Stone’a oznaczamy także
{\displaystyle \int fd\mu ,\;\int \limits _{X}f(x)d\mu (x),\;\operatorname {(D)} \int fd\mu .}

## Przykłady
- Niech {\displaystyle X} będzie przedziałem liczbowym postaci {\displaystyle [a,b];} E=C([a,b]), tzn. {\displaystyle E} jest przestrzenią funkcji ciągłych na {\displaystyle [a,b].} W przypadku, gdy

{\displaystyle \mu (f):=\int \limits _{[a,b]}f(x)dx,}
to całka Daniella-Stone’a jest po prostu całką Riemanna.
- Niech {\displaystyle X} będzie przestrzenią topologiczną lokalnie zwartą oraz niech {\displaystyle E=C_{0}(X)} oznacza zbiór funkcji ciągłych o zwartych nośnikach na {\displaystyle X.} Jeśli {\displaystyle \mu } jest funkcjonałem liniowym, dodatnim i ciągłym przy zbieżności niemal jednostajnej, to na mocy twierdzenia Diniego {\displaystyle \mu } jest monotonicznie ciągły, czyli będzie całką Daniella-Stone’a. Całkę tę nazywamy całką Radona na przestrzeni lokalnie zwartej {\displaystyle X.}
- W poprzednim przykładzie przyjmijmy {\displaystyle X=\mathbb {N} .} Niech {\displaystyle C_{0}(\mathbb {N} )} będzie przestrzenią ciągów o skończonej liczbie wyrazów niezerowych. Dla {\displaystyle f\in C_{0}(\mathbb {N} )} można przyjąć

{\displaystyle \mu (f):=\sum _{n=1}^{\infty }f(n).}
- Niech {\displaystyle X} będzie zbiorem niepustym oraz {\displaystyle E} niech będzie rodziną wszystkich funkcji rzeczywistych na {\displaystyle X.} Ponadto niech dany będzie punkt {\displaystyle x_{0}} ze zbioru {\displaystyle X.} Dla {\displaystyle f\in E} można zdefiniować {\displaystyle \mu (f):=f(x_{0});} inne oznaczenie (por. delta Diraca), to

{\displaystyle \mu (f)=\delta _{x_{0}}(f).}